# Ziziphus havanensis
Ziziphus havanensis är en brakvedsväxtart. Ziziphus havanensis ingår i släktet Ziziphus och familjen brakvedsväxter.

## Underarter
Arten delas in i följande underarter:
- Z. h. bullatus
- Z. h. havanensis